# Kaplica św. Matki Teresy z Kalkuty w Kamionkach
Kaplica pw. św. Matki Teresy z Kalkuty - katolicka kaplica znajdująca się w Kamionkach (gmina Kórnik), poza centrum wsi, na prawym brzegu Kopla. Pełni tymczasowo rolę kościoła parafialnego do czasu wybudowania właściwego kościoła.

## Historia
Pierwsze działania mające na celu budowę świątyni podjęto w 2012, jeszcze przed dekretem o powołaniu parafii z 1 stycznia 2013 (wydzielonej z parafii głuszyńskiej w Poznaniu). W marcu 2013 przeprowadzono pierwsze prace przygotowujące teren pod budowę. 2 czerwca 2013 abp Stanisław Gądecki poświęcił krzyż i teren pod budowę. 11 października 2013 otrzymano pozwolenie na budowę, a już w listopadzie wylano fundamenty. Wiosną 2014 budynek został ukończony. 28 września 2014 abp Gądecki poświęcił kościół. Twórcą tej neomodernistycznej świątyni był architekt Marcin Lewandowicz. Kaplica w Kamionkach jest pierwszym obiektem sakralnym w archidiecezji poznańskiej noszącym wezwanie bł. Matki Teresy z Kalkuty.

## Turystyka
Świątynia w Kamionkach jest punktem startowym Drogi Łagodności – jednego z przyrodniczych szlaków pielgrzymkowo-turystycznych Rogalińskie Drogi, utworzonych z okazji 200-lecia kościoła pw. św. Marcelina w Rogalinie. Dla tego szlaku botanik, Zbigniew Celka, napisał broszurę przyrodniczą pt. „Rośliny i człowiek”, o gatunkach towarzyszących człowiekowi i inwazyjnych.